# زينة السعيد
زينة فلاح صباح نوري السعيد (1978-) من مواليد مدينة عمان الأردن، وهي فنانة تشكيلية عراقية، وعضوة في نقابة وجمعية الفنانين العراقيين ، أقامت عدة معارض شخصية داخل العراق والأردن، وشاركت في عدة معارض دولية عديدة.

## عن حياتها
ولدت زينة فلاح صباح نوري السعيد في العاصمة الاردنية عمان من عام 1978 لأمٍّ أردنية من أصول شركسيَّة ووالدها هو الطيار فلاح السعيد إبن عقيد الجو صباح نوري السعيد ، وكان والدها يعمل طياراً للملك الاردني السابق الحسين بن طلال وقد زار العراق في الثمانينات أول مرة بعد أكثر من ربع قرن على سقوط التجربة الملكيَّة وتفقد بغداد من دون أن يستعيد جنسيته العراقيّة هو  وأسرته ، وكان والدها سابقا متزوجا من السيدة نهلة العسكري في بيروت وقد أنجب منها الفنان والرسام التشكيلي صباح السعيد عام 1967 وهو مشهور الآن بأعماله الكتابيَّة ورسومه للأطفال في بريطانيا تحت اسم S.F.Said ، كما درست زينة في معاهد عمان من مدرسة عبد الحميد شرف الثانوية إلى دخولها الجامعة الامريكية في العاصمة الاردنية متخصصة بإدارة الأعمال ، ودخلت بعد ذلك فرعا تدريبياً فنياً في جامعة لندن لدراسة الفن التشكيلي ، واكتسبت قبل هذا خبرتها الخاصة في الفنون التشكيلية التي رسّختها تجارب العمل الاحترافي والمعارض العامة المشتركة والمعارض الشخصية في عمان - الإمارات العربية المتحدة - لندن - أوهايو - نيوزيلندا - تونس - بيروت - فيينا - وإيطاليا - سوريا - شيكاغو - فرنسا - تركيا - السعودية  ، وقد تميزت رحلتها التشكيليَّة بذلك الاحتكاك الجميل بين الأسطورة والواقع في لوحات مثل (تراتيل النجوم) و(ظلال الغروب) والعديد من النتاجات التشكيلية المصنوعة بطريقة المنمنمات المجسّدة لايقونات البقاء المضادة للفناء.

## مشاركاتها
- معرض تونس.
- معرض فرنسا.
- معرض إيطاليا.
- معرض عمان.
- معرض شيكاغو.
- معرض لبنان.
- معرض نيوزلاندا.
- معرض سوريا.
- معرض الإمارات.
- معرض القاهرة.
- معرض تركيا.
- معرض السعودية.
- معرض اوهايو.[3]

## عضويات
- عضو في نقابة وجمعية الفنانين العراقيين والأردنيين والعرب.
- رئيس الجمعية الملكية للفنون التشكيلية/سابقا
- عضو مؤسس رابطة الابداع الثقافي.ورئيس لجنة الفنون في الرابطة
- عضو مؤسس جمعية شباب من أجل الفن.ورئيس لجنة الفنون في الجمعية
- عضو منظمة الصداقة حول العالم
- عضو جمعية اصدقاء اللغة الفرنسية
- أستاذ رسم في اعدادية الموهوبين بغداد
- حاصل على أكثر من 55شهادة تقديرية وكتاب شكر.[4]

## انظر
- صباح نوري السعيد
- نوري السعيد